# قلعه بابوک
قلعه بابوک مربوط به دوره قاجار است و در شهرستان بیرجند، بخش مرکزی، روستای ابراهیم‌آباد واقع شده و این اثر در تاریخ ۷ مرداد ۱۳۸۲ با شمارهٔ ثبت ۹۲۹۳ به‌عنوان یکی از آثار ملی ایران به ثبت رسیده است.